# لشکر پنجم زرهی اس‌اس ویکینگ
لشکر پنجم زرهی اس‌اس ویکینگ (به آلمانی:5. SS-Panzer-Division Wiking) یکی از لشکرهای وافن اس‌اس در جنگ جهانی دوم بود.

## فرماندهان
- فلیکس اشتاینر
- هربرت اتو گیله
- ادوارد دایزنهوفر
- یوهانس رودولف مولنکامپ
- کارل اولریش